# Burgwedel
Burgwedel város Németországban, azon belül Alsó-Szászország tartományban. Lakosainak száma 20 481 fő (2023. december 31.). Burgwedel Isernhagen és Burgdorf községekkel határos.

## Városrészei
- Engensen (1479 fő, 2020. július 1-jén)
  - Lahberg
- Fuhrberg (2160 Einwohner)
- Großburgwedel (székhely, 9658 fő)
- Kleinburgwedel (2414 fő)
  - Mühlenberg
  - Heidewinkel
  - Wietze
  - Würmsee
- Oldhorst (164 fő)
- Thönse (1496 fő)
- Wettmar (3371 fő)
  - Texas
  - Wulfshors

## Népesség
A település népességének változása:
| Lakosok száma | 20 333 | 20 594 | 20 474 | 20 369 | 20 123 | 20 506 | 20 481 |
|               | 2014   | 2016   | 2017   | 2019   | 2021   | 2022   | 2023   |